# World Games 2017/Teilnehmer (Indien)
| Gelbes Symbol für Goldmedaillen mit stilisierten Olympischen Ringen | Graues Symbol für Silbermedaillen mit stilisierten Olympischen Ringen | Braundes Symbol für Bronzemedaillen mit stilisierten Olympischen Ringen |
| ------------------------------------------------------------------- | --------------------------------------------------------------------- | ----------------------------------------------------------------------- |
| —                                                                   | —                                                                     | —                                                                       |

Indien nahm in Breslau an den World Games 2017 teil. Die indische Delegation bestand aus 3 Athleten und einer Athletin.

## Teilnehmer nach Sportarten

### Tanzen
| Athleten                         | Wettbewerb  | 1. Runde | 1. Runde | Hoffnungsrunde | Hoffnungsrunde | Halbfinale | Halbfinale | Finale        | Finale        | Rang |
| Athleten                         | Wettbewerb  | Punkte   | Rang     | Punkte         | Rang           | Punkte     | Rang       | Punkte        | Rang          | Rang |
| -------------------------------- | ----------- | -------- | -------- | -------------- | -------------- | ---------- | ---------- | ------------- | ------------- | ---- |
| Paar                             |             |          |          |                |                |            |            |               |               |      |
| Tanushree Rakshit Swapnil Londhe | Rock'n'Roll | 2,40     | 14       | 7,44           | 8              | −16,65     | 12         | ausgeschieden | ausgeschieden | 12   |

### Billard
| Athleten     | Wettbewerb    | Achtelfinale    | Achtelfinale | Viertelfinale | Viertelfinale | Halbfinale    | Halbfinale    | Finale / Platz 3 | Finale / Platz 3 | Rang          |
| Athleten     | Wettbewerb    | Gegner          | Ergebnis     | Gegner        | Ergebnis      | Gegner        | Ergebnis      | Gegner           | Ergebnis         | Rang          |
| ------------ | ------------- | --------------- | ------------ | ------------- | ------------- | ------------- | ------------- | ---------------- | ---------------- | ------------- |
| Männer       |               |                 |              |               |               |               |               |                  |                  |               |
| Aditya Mehta | Mixed Snooker | Kacper Filipiak | 1:3          | ausgeschieden | ausgeschieden | ausgeschieden | ausgeschieden | ausgeschieden    | ausgeschieden    | ausgeschieden |

### Feldbogenschießen
| Frauen         |               |     |    |             |         |               |               |               |               |               |               |               |
| Abhishek Verma | Compoundbogen | 703 | 12 | Ivan Markes | 146:147 | ausgeschieden | ausgeschieden | ausgeschieden | ausgeschieden | ausgeschieden | ausgeschieden | ausgeschieden |